# Dodo Chichinadze
Dodo Chichinadze (28 de diciembre de 1924 - 3 de noviembre de 2009) fue una actriz de cine y teatro. Apareció en varias películas de Georgia, como Nino, The Suspended Song, Bashi Achuki, The Cricket, y Davit Guramishvili.

## Muerte
Dodo murió el 3 de noviembre de 2009, a los 84 años, por causas desconocidas.